# Äggvaxskivling
Äggvaxskivling (Hygrophorus karstenii) är en gulvit, nästan vit ätlig svamp. Den är ganska vanlig i Norrland och övre Svealand och desto mer sällsynt söderut. Den växer gärna i granskog om hösten. 